# Claudio Guerín Hill
Claudio Guerín Hill (Sevilla, 1939-Noia, La Corunya, 16 de febrer de 1973)va ser un productor, guionista i director de cinema espanyol.

## Biografia

### Formació acadèmica
Guerín va passar la seva infància i adolescència a Alcalá de Guadaíra, Sevilla. Es va formar a l'Escola Oficial de Cinema, en Madrid, on va destacar com un alumne brillant obtenint la titulació oficial de direcció de cinema. Durant la seva etapa de formació a l'Escola va col·laborar en la revista Nuestro Cine, d'orientació marxista, i va començar una relació sentimental amb la seva llavors companya d'estudis Pilar Miró. Com a projecte de fi de carrera, Guerin va dirigir (amb les futures directores Josefina Molina i Pilar Miró com a ajudant de direcció i script, respectivament) un migmetratge titulat Luciano, un relat de crims inspirat en un succés real i amb el qual obtindria la titulació oficial.

### Carrera cinematogràfica
En 1968 realitza el film Los desafíos produïda per Elías Querejeta. La cinta és un drama de 102 minuts de durada on es mostren tres diferents formes de veure i d'expressar com una situació que sembla normal acaba desembocant inexorablement en un esclat de violència. Un pare que tem perdre a la seva filla. Un marit que se sent enganyat. Un viatger que decideix que el seu viatge i el dels seus companys no té per què continuar. Amb Paco Rabal, Alfredo Mayo e Ismael Merlo, entre d'altres.
En 1971 dirigeix un drama amb producció hispano-italiana, La casa de las palomas (coneguda a Itàlia com Un solo grande amore). Amb actrius de la talla d'Ornella Muti i Lucia Bosè.
L'any 1973 va produir i va dirigir la que seria la seva última pel·lícula, una coproducció hispano-francesa La campana del infierno (La cloche de l'enfer a França), del gènere de terror. Narra com un intern de l'asil (Renaud Verley) castiga a la seva tia (Viveca Lindfors) i a les seves tres filles, amb abelles i ganxos. Compta amb la participació de Alfredo Mayo entre d'altres.

## La seva mort
Va morir en un accident durant el rodatge de La campana del infierno. A l'església de Noia s'havia construït una segona torre campanar, unida a la real per un passadís de fusta. Preparant un pla complicat, Guerin va voler saltar des del passadís a una volada de l'església, però va perdre l'equilibri i va caure al buit des de vint metres d'altura; va morir abans d'arribar a l'hospital. Juan Antonio Bardem va completar la filmació de l'última seqüència que faltava.

## Filmografia
- Luciano (1965)
- Los desafíos (1969)
- La última cinta (1969)
- La casa de las palomas (1972)
- La campana del infierno (1973)

## Premis
Medalles del Cercle d'Escriptors Cinematogràfics
| Any  | Categoria   | Pel·lícula   | Resultat  |
| ---- | ----------- | ------------ | --------- |
| 1969 | Millor guió | Los desafíos | Guanyador |

Premis del Sindicat Nacional de l'Espectacle
| Any  | Categoria        | Pel·lícula             | Resultat  |
| ---- | ---------------- | ---------------------- | --------- |
| 1971 | Millors decorats | La casa de las palomas | Guanyador |